# 제34회 G8 정상회의

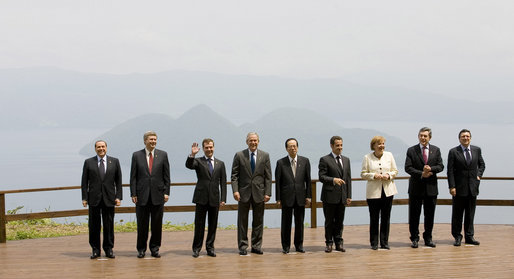

제34회 G8 정상회의(34th G8 Summit)는 2008년 일본에서 열린 G8 정상회의이다. 애칭으로 '홋카이도 도야코 정상회의'라 불린다.

## 개요
2008년 7월 7일 ~ 7월 9일, 일본 홋카이도 아부타 군 도야코정 윈저 호텔에서 개최되었다. 이에 앞서 여러 도시에서 각료회의 및 관련 회의가 개최되었다.

## 같이 보기
- 기후변화에 관한 정부간 협의체
- 기후변화에 관한 유엔 기본 협약